# This Time Around (canção de Michael Jackson)
"This Time Around" é um canção do cantor Michael Jackson lançada em seu álbum duplo HIStory: Past, Present And Future. Só foi lançada como single promocional nos Estados Unidos. Na música há um rap cantado pelo rapper The Notorious B.I.G. A canção fala dos problemas da fama e as perseguições sofridas pelos dois artistas.

## Divulgação
Michael Jackson planejou lançar "This Time Around" como quarto single oficial de seu álbum duplo HIStory mundialmente para a divulgação do álbum e de um show chamado "One Night Only" que realizaria em dezembro de 1995 com a transmissão pela HBO. Segundo ele, tal show contaria com suas musicais mais pessoais, como "Childhood", "Tabloid Junkie" e seus maiores sucessos em uma versão acustica, mas alguns dias antes do show, Jackson desmaiou de exaustão enquanto ensaiava durante horas sem pausa para comer ou dormir.
O show foi cancelado, mas para não ter tanto prejuízo, a Sony lançou-a apenas nos Estados Unidos como single promocional.

## Desempenho nas paradas
| Paradas (1995-1996)                                    | Melhor posição |
| ------------------------------------------------------ | -------------- |
| Estados Unidos Billboard Dance Music/Club Play Singles | 18             |
| Estados Unidos Billboard Hot R&B/Hip-Hop Airplay       | 23             |
| Estados Unidos Billboard Rhythmic Top 40               | 36             |